# M/V van het jaar
M/V van het jaar is een televisiequiz met Bekende Vlamingen die jaarlijks in de eindejaarsperiode wordt uitgezonden op Eén. In de quiz wordt teruggeblikt op het voorbije jaar. De eerste twee seizoenen droeg het programma de titel De quiz van het jaar en was de presentator Thomas Vanderveken. Vanaf het derde seizoen werd de titel M/V van het jaar en werd Peter Van de Veire de presentator.

## Spelverloop en rondes

### Seizoen 1 en 2
Elke aflevering namen vier Bekende Vlamingen het tegen elkaar op. Doorgaans ging het om mannen en vrouwen die in het voorbije jaar een prominente rol gespeeld hadden. Alle kandidaten speelden voor een zelfgekozen goed doel.
In de eerste ronde stelde elke kandidaat een vraag over zichzelf en speelde ieder voor zich.
Vanaf de tweede ronde werd elke ronde gespeeld met duo's. Na elke ronde mocht een kandidaat kiezen met wie hij in de volgende ronde samen wilde spelen. De spelrondes gingen allemaal over gebeurtenissen van het voorbije jaar, maar telkens met een andere insteek. Zo moesten de kandidaten bijvoorbeeld onvolledige krantenkoppen aanvullen en meerkeuzevragen beantwoorden bij filmpjes.
De twee kandidaten met de hoogste score speelden de finale. Wie daarin als eerste vier correcte antwoorden gaf, was de winnaar en kreeg een extra geldbedrag voor het zelfgekozen goede doel. Dat bedrag was gelijk aan het jaartal (2014 euro in seizoen 1, 2015 euro in seizoen 2).
In de laatste aflevering van het seizoen keerden de vier deelnemers met de hoogste score terug in de finale. Daarin speelden ze nogmaals voor hun zelfgekozen goed doel, maar ook voor de titel M/V van het jaar.
Begin 2015 werd Ihsane Chioua Lekhli in een compleet vrouwelijke finale de eerste M/V van het jaar. Een jaar later werd Ruth Beeckmans de tweede winnares.

### Seizoen 3
Vanaf het derde seizoen werd het concept gewijzigd. In elke aflevering staat 1 maand van het voorbije jaar centraal en zijn de deelnemers Bekende Vlamingen die in die maand in het nieuws kwamen. De kandidaten spelen enkel nog voor de titel M/V van de maand en kunnen geen geld meer verdienen voor een goed doel.
De presentator wordt bijgestaan door twee "nieuwsankers" die de belangrijkste en opvallendste gebeurtenissen aan elkaar praten. De nieuwsankers worden gespeeld door acteurs Bill Barberis (Tom Van Severen), Warre Borgmans (Hermes Dezeure), An Miller (Goele Vanderstraeten), Liesa Naert (Veronique De Buck), Charlotte Vandermeersch (Monica De Petter) en Lucas Van den Eynde (Lode Vancoillie).
In de eerste ronde krijgen de kandidaten vragen over de thema's binnenland, buitenland, sport en showbizz. In de tweede ronde moeten de kandidaten telkens twee krantenkoppen reconstrueren die door elkaar gegooid zijn.
De twee kandidaten met de hoogste score spelen de finale. Daarin proberen ze de score van de tegenstander op nul te krijgen door zelf goede antwoorden te geven. Bij de eerste vraag is de inzet 1 punt, bij de tweede vraag 2 punten, enz.
Op basis van de score tijdens de quiz en in het finalespel wordt een ranking opgesteld van de beste spelers. Tijdens de laatste aflevering neemt de M/V van december het op tegen de leider in de rangschikking. De winnaar krijgt de titel M/V van het jaar.
Begin 2017 werd Erik Van Looy als M/V van december de derde M/V van het jaar door in de finale Gilles Van Bouwel (de leider in de rangschikking) te verslaan.

## Reeksen
| Seizoen | Afleveringen | Presentator        | Jaar | M/V van het jaar     | Verliezend finalist | Andere finalisten              |
| ------- | ------------ | ------------------ | ---- | -------------------- | ------------------- | ------------------------------ |
| 1       | 14           | Thomas Vanderveken | 2014 | Ihsane Chioua Lekhli | Siska Schoeters     | Meyrem Almaci, Linde Merckpoel |
| 2       | 13           | Thomas Vanderveken | 2015 | Ruth Beeckmans       | Niels Destadsbader  | John Crombez, Anthony Kumpen   |
| 3       | 12           | Peter Van de Veire | 2016 | Erik Van Looy        | Gilles Van Bouwel   | /                              |